# إدارة عسكرية
تحدد الإدارة العسكرية الأساليب والنظم المستخدمة في الهيئات والإدارات العسكرية والخدمات المسلحة التي تشترك في إدارة القوات المسلحة. وتصف العمليات التي تتم داخل المؤسسة العسكرية خارج القتال، وخاصةً في إدارة الأفراد العسكريين والتدريب الذي يتلقونه والخدمات المقدمة لهم كجزء من الخدمة العسكرية. وفي كثيرٍ من النواحي، تقوم الإدارة العسكرية بدور مماثل للدور الذي تقوم به الإدارة العامة في المجتمع المدني، ويُشار إليها في كثير من الأحيان باعتباها مصدر البيروقراطية في الحكومة ككل. ونظرًا لاتساع مساحة التطبيق، تختص الإدارة العسكرية غالبًا بتطبيقات محددة داخل المؤسسة العسكرية، مثل إدارة الإمدادات وإدارة تطوير العقيدة العسكرية وإدارة الإصلاح داخل المؤسسة العسكرية. الإدارة العسكرية هي فرع من فروع الإدارة وتختص بالجانب العسكري في مجالات توزيع وادرة الموارد البشرية والمادية مستثمرا الوقت والمعلومات اللازمة، أي مجالات الدعم اللوجستي بكافة اشكاله وانواعه للوحدات والتشكيلات العسكرية العاملة.

## الاستشهادات والملاحظات
1. ↑  p.xxiv, Weber, Eliasson